# ايلي بيطار

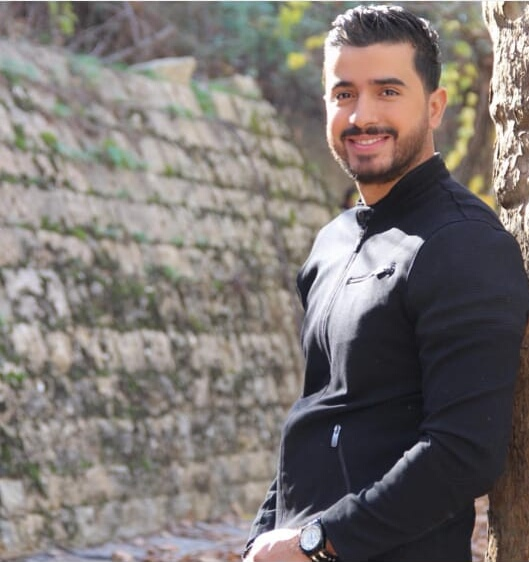

إيلي بيطار هو فنان لبناني من مواليد سنة 1992. التحق بالكونسرفاتوار الوطني اللبناني لدراسة الموسيقى، إلى جانب نيله شهادة بكالوريوس في الهندسة الداخلية. بدأت انطلاقته الفنية الواسعة بعد فوزه بلقب "سوبر ستار العرب" عام 2008، ليصبح بذلك أول لبناني دون الثامنة عشرة يحقق هذا اللقب منذ انطلاق البرنامج.
.

## مشاركته في سوبر ستار
لقد شارك إيلي في العديد من الحفلات والمهرجانات في لبنان ودول عربية وأجنبية، مما ساهم في تعزيز مكانته الفنية. حيث تميّز إيلي خلال البرنامج بصوته الدافئ وتطوره الملحوظ من أسبوع إلى آخر، إضافةً إلى شخصيته المحببة ووجهه الطفولي الآسر، ما جعله يحظى بإجماع شعبي عربي كبير بالاضافة الى انه اول مشترك تحت سن ال18 يفوز باللقب منذ انطلاق البرنامج

## تتويجه في اللقب
تميز بيطار طوال فترة البرنامج بعدم تواجده في مرحلة الخطر، حيث نجح في التفوق على اثني عشر مشتركًا آخر. وقد بدأت الحفلة الختامية بحضور جميع المشتركين الذين أدوا ميدلي من الأغاني العربية، ثم أُعطي الفرصة للمشتركين النهائيين، حيث أديا كل منهما على حدة. تصاعدت أصوات التشجيع للمشترك السعودي عبد المجيد إبراهيم، إلا أن التشجيع من الجمهور لإيلي كان أكثر قوة، حيث ارتفعت لافتات كتب عليها "بيضت وجه لبنان يا إيلي"، مما يدل على الدعم الكبير الذي حظي به من قبل الجماهير بُعيد فوزه، تبنّته شركة "نيولوك ستارز" فنياً إلى جانب المشترك الفلسطيني مراد السويطي، لتبدأ بذلك ملامح مسيرته الفنية في التكوّن. لم يكتفِ إيلي بإعادة إحياء أغنيات تراثية قد نُسيت، بل أطلق أيضاً مجموعة من الأغاني الخاصة من بينها: "بحبك أنا"، "بالأرض"، "حديث البلد"، "عالدولة"، و"يا أمي زلغطي و الكثير من الاغاني التي حققت نجاحاً ساحقاً في لبنان و العالم العربي

## أغنياته
- بحبك انا
- بالارض
- حديث البلد
- ع الدولة قدمت
- ياجيش
- مابتستاهل
- انا يا حبيبي
- سامحني
- كيف وكيف
- صابتني
- يا امي زلغطي
- مين مفكر حالك
- حلل صح
- سيطرتي عليي
- خطر
- صاحب السعادة
- اهل المراجل